# Wierdense Veld
Wierdense Veld este o arie protejată (arie specială de conservare — SAC, sit de importanță comunitară — SCI) din Țările de Jos întinsă pe o suprafață de 419 ha, integral pe uscat.

## Localizare
Centrul sitului Wierdense Veld este situat la coordonatele 52°22′29″N 6°30′57″E / 52.3747°N 6.5159°E.

## Înființare
Situl Wierdense Veld a fost declarat sit de importanță comunitară în iulie 1998 pentru a proteja . Situl a fost protejat și ca arie specială de conservare în noiembrie 2016.

## Biodiversitate
Situată în ecoregiunea atlantică, aria protejată conține 4 habitate naturale: Pajiști uscate europene, Formațiuni ierboase bogate în specii de Nardus, dezvoltate pe substraturi silicioase în zone montane (și în zone submontane, în Europa continentală), Turbării active, Mlaștini oligotrofe degradate, capabile încă de regenerare naturală.
La baza desemnării sitului se află un număr nedeclarat de specii protejate: